# ROCK SHOCKS
『ROCK SHOCKS』（ロック・ショックス）は、LOUDNESS初のセルフカヴァー・アルバム。2004年10月27日発売。発売元は徳間ジャパン・コミュニケーションズ。

## 解説
1stアルバム『THE BIRTHDAY EVE 〜誕生前夜〜』〜5thアルバム『THUNDER IN THE EAST』までの楽曲でファン投票を行い、上位の曲をセルフカヴァーしたアルバム。発売当時は高崎の趣向でヘヴィなサウンドを追求していた事から全体的にダウンチューニングが行われている。
公式サイトでは『ROCK SHOCKS』というタイトルだが、ジャケットや他のサイトでは『ROCKSHOCKS』となっている。
3rdアルバム『THE LAW OF DEVIL'S LAND 〜魔界典章〜』収録曲である『Speed』もセルフカヴァーされているが、今回の作品には収録されず、2005年発売の『THE BEST REUNION』のボーナストラックとして収録されている。
CDジャーナルでは「音楽的な紆余曲折を経ながら再びメタルの本義を強く主張するようになった“回春”ラウドネスによる、セルフ・カヴァー・アルバム。ファン投票で選ばれた80年代名曲の数々が、現在ならではの激烈な轟音で再現される。豪快と整合の出会いがスリリングに描き出された。」とコメントしている。

## 収録曲
1. Loudness　[5:06]
1stアルバム『THE BIRTHDAY EVE 〜誕生前夜〜』収録曲。
2. Crazy Doctor　[4:21]
4thアルバム『DISILLUSION 〜撃剣霊化〜』収録曲。
3. In the Mirror　[3:42]
3rdアルバム『THE LAW OF DEVIL'S LAND 〜魔界典章〜』収録曲。
4. Crazy Nights　[4:34]
5thアルバム『THUNDER IN THE EAST』収録曲。
5. Esper　[3:51]
4thアルバム『DISILLUSION 〜撃剣霊化〜』収録曲。
6. Like Hell　[4:01]
5thアルバム『THUNDER IN THE EAST』収録曲。ファン投票1位。
7. Lonely Player　[5:53]
2ndアルバム『DEVIL SOLDIER 〜戦慄の奇蹟〜』収録曲。
8. Street Woman　[5:40]
1stアルバム『THE BIRTHDAY EVE 〜誕生前夜〜』収録曲。
9. Angel Dust　[4:32]
2ndアルバム『DEVIL SOLDIER 〜戦慄の奇蹟〜』収録曲。
10. Rock Shock　[4:48]
1stアルバム『THE BIRTHDAY EVE 〜誕生前夜〜』収録曲。
11. The Lines Are Down　[5:02]
5thアルバム『THUNDER IN THE EAST』収録曲。
12. Milky Way　[4:27]
4thアルバム『DISILLUSION 〜撃剣霊化〜』収録曲。
13. Mr.Yesman　[7:23]
3rdアルバム『THE LAW OF DEVIL'S LAND 〜魔界典章〜』収録曲。